# Фибрилляция сердца
Фибрилляция сердца — состояние сердца, при котором отдельные группы мышечных волокон сердечной мышцы сокращаются разрозненно и нескоординированно, вследствие чего сердце теряет способность совершать согласованные сокращения, что приводит к неэффективности работы этого органа. Выделяют фибрилляцию предсердий и фибрилляцию желудочков сердца.
Эффективным способом вывода из состояния фибрилляции является воздействие на сердце одиночным кратковременным (0,01 с) электрическим импульсом (дефибрилляция). Для дефибрилляции используют напряжение 1500—2500 вольт на обнажённое сердце (во время операций), при невскрытой грудной клетке — 4000—7000 вольт.